# Massimo Riva
Massimo Riva (Bologna, 27 febbraio 1963 – Bologna, 31 maggio 1999) è stato un cantautore, musicista e produttore discografico italiano, noto per essere stato il frontman della Steve Rogers Band e uno dei chitarristi di Vasco Rossi.

## Biografia
Nasce a Bologna, presso la clinica Villa Maria, ma è cresciuto a Zocca. Già da piccolo apprende la passione per la musica, ascoltando gruppi dell'epoca, quali Pink Floyd e Beatles. Studia chitarra con Pier Luigi Cimma e, a soli 12 anni, esordisce a Punto Radio, una delle prime radio libere italiane, fondata da Vasco Rossi: da qui inizia il sodalizio artistico col celebre cantautore, che durerà fino alla sua scomparsa. Riva abbozzò un brano, Seveso, che ispirò a Vasco Rossi il suo grande successo Albachiara. Da qui Massimo Riva inizierà a comporre musiche per Vasco, tra cui Non mi va, Vivere una favola, Vivere, Stupendo, Un gran bel film e Perché non piangi per me.
Nel 1980, assieme a Maurizio Solieri, Andrea Righi, Roberto Casini e Mimmo Camporeale fa parte della Steve Rogers Band (il nome viene da Guido Elmi ed è stata fondata da Vasco Rossi che vuole avere la sua “Estreet band”). La Steve Rogers Band accompagnerà Vasco fino al 1987, quando intraprenderà la sola carriera solista.
Anche dopo il distacco di Vasco dalla Steve Rogers Band, Massimo Riva continua a partecipare ai suoi lavori, sia in studio che dal vivo, contemporaneamente all'uscita di I duri non ballano e Alzati la gonna con la Steve Rogers Band, che si prenderà un periodo di pausa dopo il successo di quest'ultimo singolo.
La band si sciolse nel 1991. Lo stesso anno partecipa alla voce nel brano Pellerossa, insieme a Luigi Schiavone e Enrico Ruggeri, dell'album La spina del fianco di Schiavone.
Il 30 luglio 1991 è ospite al concerto di Enrico Ruggeri allo stadio Olimpico di Roma e canta insieme al chitarrista Luigi Schiavone il brano Pellerossa.
Nel 1993 pubblica il suo primo album da solista, Matti come tutti, seguito nel 1995 da Sangue nervoso che vede la presenza di Dante Vezza e Geppi Frattali al basso, arrangiamenti e alcune parti di chitarra, e Andrea Ge alla batteria. La preproduzione di quest'ultimo album, compreso la registrazione di quasi tutto il materiale definitivo, è stata effettuata presso lo StudiOtto di Camaiore. Ha scritto insieme a Davide Civaschi il brano Dentro di me, presentato al Festival di Sanremo 1995 da Mara nella sezione "nuove proposte", arrivando alla finale.
L'ultima apparizione dal vivo avviene al Concerto del Primo Maggio del 1999 a Roma e l'ultimo playback al Festivalbar a Padova il 29 maggio 1999.
Muore a Bologna il 31 maggio 1999 nel suo appartamento in centro storico, a causa di una crisi respiratoria, in seguito a un'iniezione di eroina. Aveva 36 anni.
Il 2 giugno 2000 viene pubblicato postumo l'album Comandante Space, che raccoglie tutti gli inediti scritti prima di morire. L'anno prima invece esce un singolo di Vasco Rossi, La fine del millennio, che devolverà gli incassi per creare la scuola di musica Massimo Riva a Zocca. Da qui (Rewind tour) in poi, Vasco, prima di concludere un concerto con Albachiara, canterà un pezzetto di Canzone, ricordando lo scomparso amico.
Nel 2003, Elio e le Storie Tese lo include nelle dediche dell'album Cicciput, assieme a Paolo Panigada, Alex Baroni, Alessandra Callari, Giuseppe Bonaccorso, Fabrizio Intra, Pierangelo Bertoli, Roberto Dané, Siro Restelli e Tiziana Saporito.
Riposa attualmente nel cimitero comunale di Zocca (MO).

## Discografia parziale

### Discografia solista

#### Album in studio
- 1992 - Matti come tutti
- 1995 - Sangue nervoso
- 2000 - Comandante Space (Pubblicato postumo)

#### Singoli
- 1992 - Un nuovo tipo d'amore (Psycho Records, 12")

#### Partecipazioni
- 1991 - Luigi Schiavone duetto nel brano Pellerossa insieme anche ad Enrico Ruggeri
- 1992 - Elio e le storie tese compare come voce narrante nell'album Italyan, Rum Casusu Çikti
- 1993 - Graziano Romani Graziano Romani  coautore e coproduttore dei brani Adios, Da che parte stai, C'è bisogno di un sogno, Polaroide Mescalero
- 1996 - Sabrina Salerno Maschio dove sei produttore

### Discografia con Steve Rogers Band

#### Album in studio
- 1986 - I duri non ballano
- 1988 - Alzati la gonna
- 1989 - Steve Rogers Band
- 1990 - Sono donne
- 1993 - The Best

#### Singoli
- 1982 - Neve Nera/Prendi e scappa
- 1986 - Ok sì
- 1988 - Alzati la gonna
- 1988 - Bambolina/Storie inutili
- 1989 - Tanto è lo stesso
- 1990 - Hey man

## Strumentazione
- Gibson SG special 1966 (comprata nel 1980 e vendutagli da Maurizio Solieri, ex chitarrista di Vasco Rossi)
- Schön Larrivèe